# Ctenus decorus
Ctenus decorus este o specie de păianjeni din genul Ctenus, familia Ctenidae. A fost descrisă pentru prima dată de Gerstäcker, 1873. Conform Catalogue of Life specia Ctenus decorus nu are subspecii cunoscute.